# Burg Obertagstein
Die Ruine der Burg Obertagstein liegt auf dem Gemeindegebiet von Thusis im schweizerischen Kanton Graubünden. Sie stand einst in herrschaftlicher Beziehung zu den adligen Besitzern von Schloss Tagstein bei Masein.

## Lage
Die Ruine der Höhenburg liegt auf 1150 m ü. M. am Anhang des Piz Beverin auf einem allseits senkrecht abfallenden Felskopf südwestlich von Thusis. Am Fuss des Felsens führte ein Saumweg vorbei auf die Alp Saissa. Die Burg ist von Thusis aus zu Fuss in etwa einer Stunde gut zu erreichen, zuerst über eine Waldstrasse, am Schluss über einen steilen Waldweg. Der Zugang zur Burg wurde 2015 erneuert, so kann diese heute sicher auch im Inneren besichtigt werden.

## Name
In den zwölf erfassten Urkunden bis 1500 lauten neun auf die Form Tagstein oder ähnlich. Bei der ersten Erwähnung im Jahr 1322 erscheint jedoch die Form Taxstein (… ze Taxstein uf der Burch), 1360 Taxstain und 1487 gar Tachsstain, auch 1538 wird die Burg noch Taxstein genannt. Daher scheint eine Herleitung des Namens vom Dachs (lat. taxus) in Betracht zu kommen: ein Ort, an dem sich Dachse aufhalten. Da die älteren Belege auf den Dachs hindeuten ist anzunehmen, dass sich, erleichtert durch den Wegfall eines Konsonanten, der Wechsel von Taxstein auf Tagstein vollzog.

## Anlage
Die Anlage liegt hinter einer mächtigen Schildmauer, die die eigentliche Burg bergwärts schützte. Die Mauern sind aus lagerhaften Bruchsteinen errichtet, vereinzelt in Opus spicatum.
Die Anlage ist in mindestens zwei Phasen erbaut worden, was auf eine länger dauernde Bewohnung schliessen lässt. Das bauliche Konzept mit Schildmauer und Palas und die wohnliche Einrichtung deuten auf eine eher späte Erbauungszeit am Ende des 13. Jahrhunderts.
Der älteste Teil nahm nur die Westecke des Felskopfes ein und bestand aus einem an die Schildmauer angelehnten Palas mit fünf Geschossen. Der Zugang erfolgte ebenerdig von Osten her. Im Norden lag ein Aborterker. In der Südwestecke ist gut ein mächtiger runder Rauchabzug erkennbar. Auf der Höhe des fünften Geschosses liegt in der Mitte der Mauer ein doppeltes Rundbogenfenster mit Tuffgewänden. Zum ältesten Baubestand gehört eine Zisterne, die innen an der Schildmauer in eine natürliche Felsspalte eingelassen war. Das Wasser wurde durch vom Dach und über hölzerne Rinnen über einen kleinen Kanal unter der Fensterbank direkt in die Zisterne geleitet, wie immer noch gut zu erkennen ist.

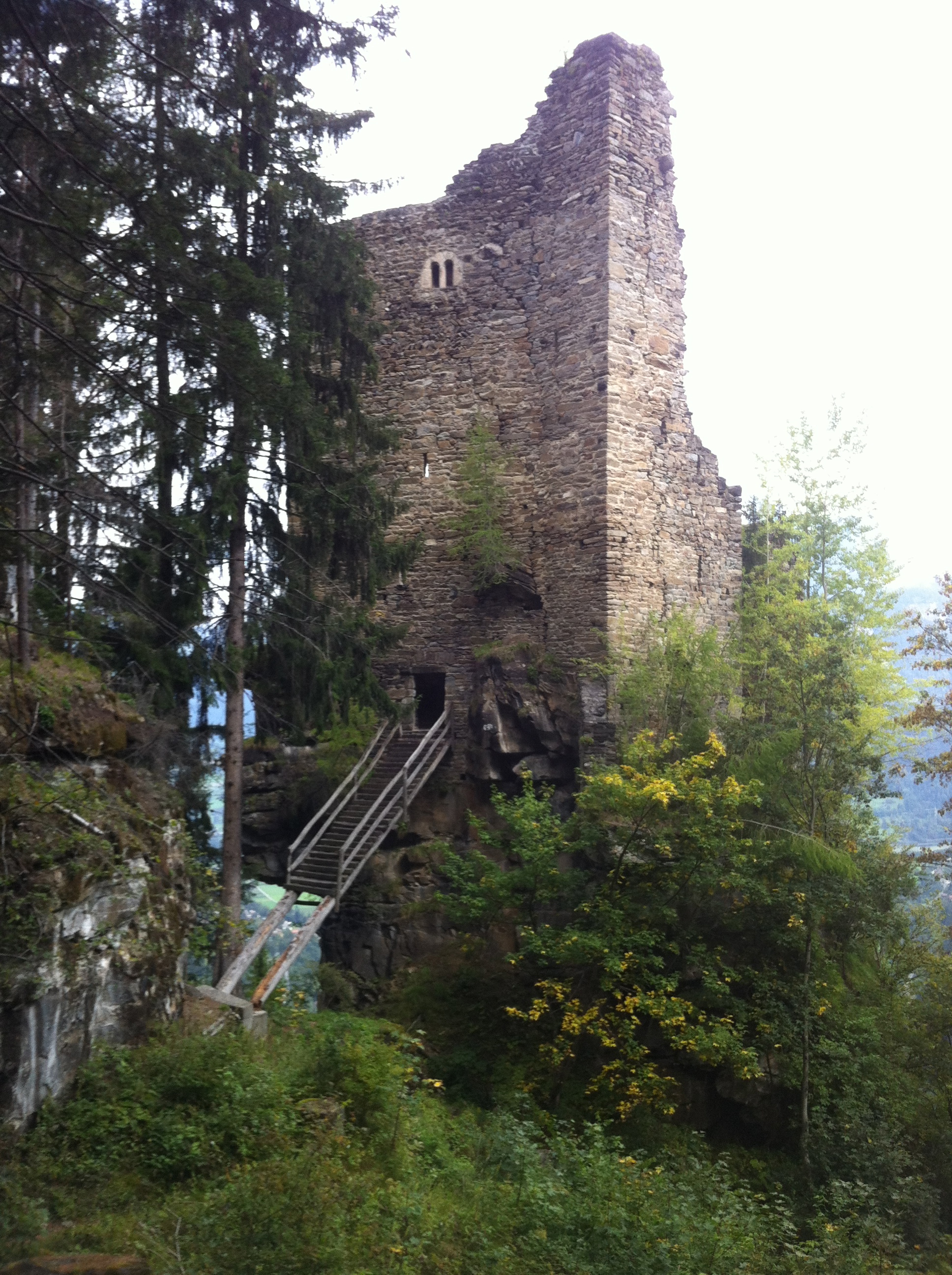
Ruine Obertagstein
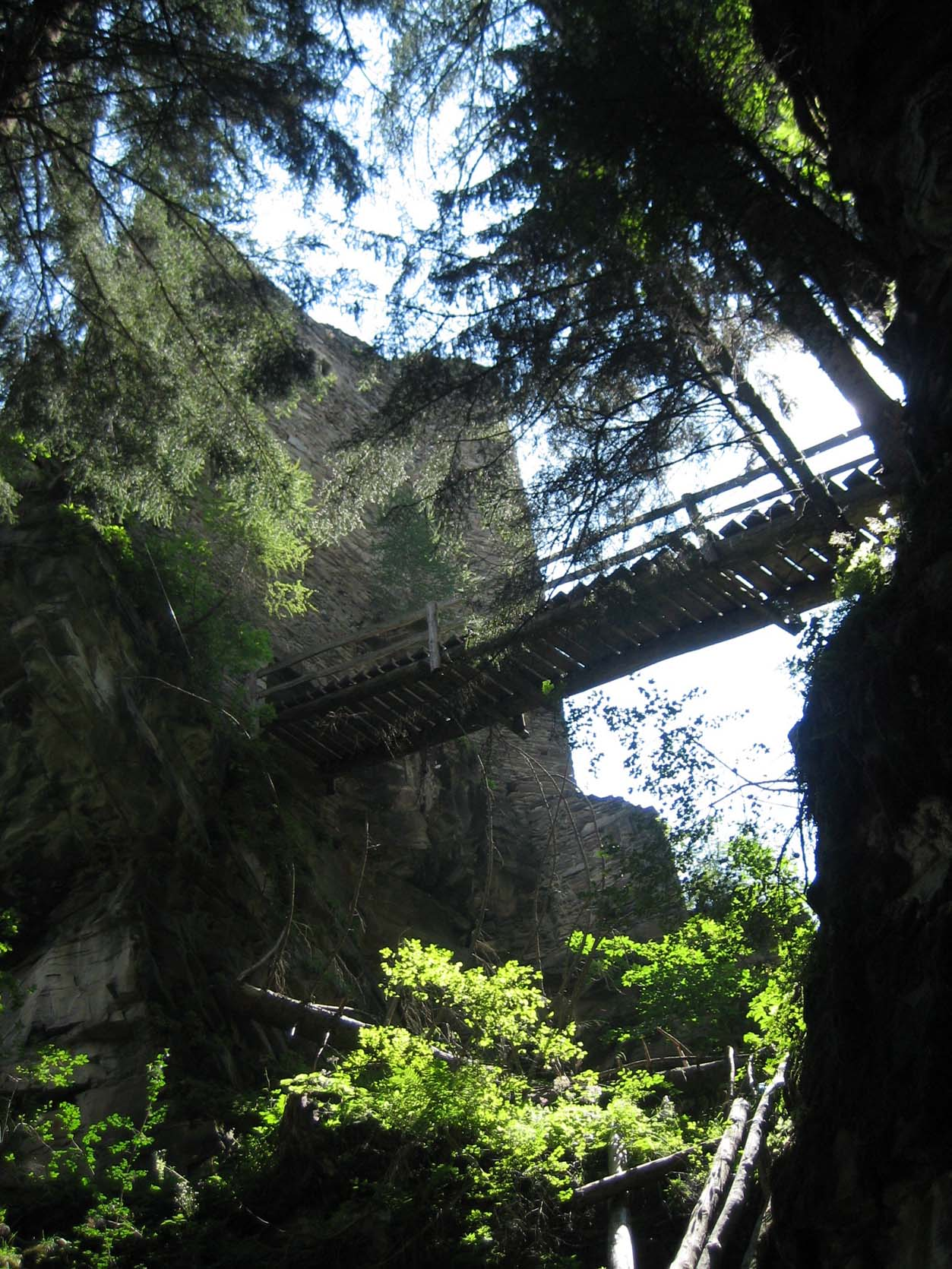
Zugang
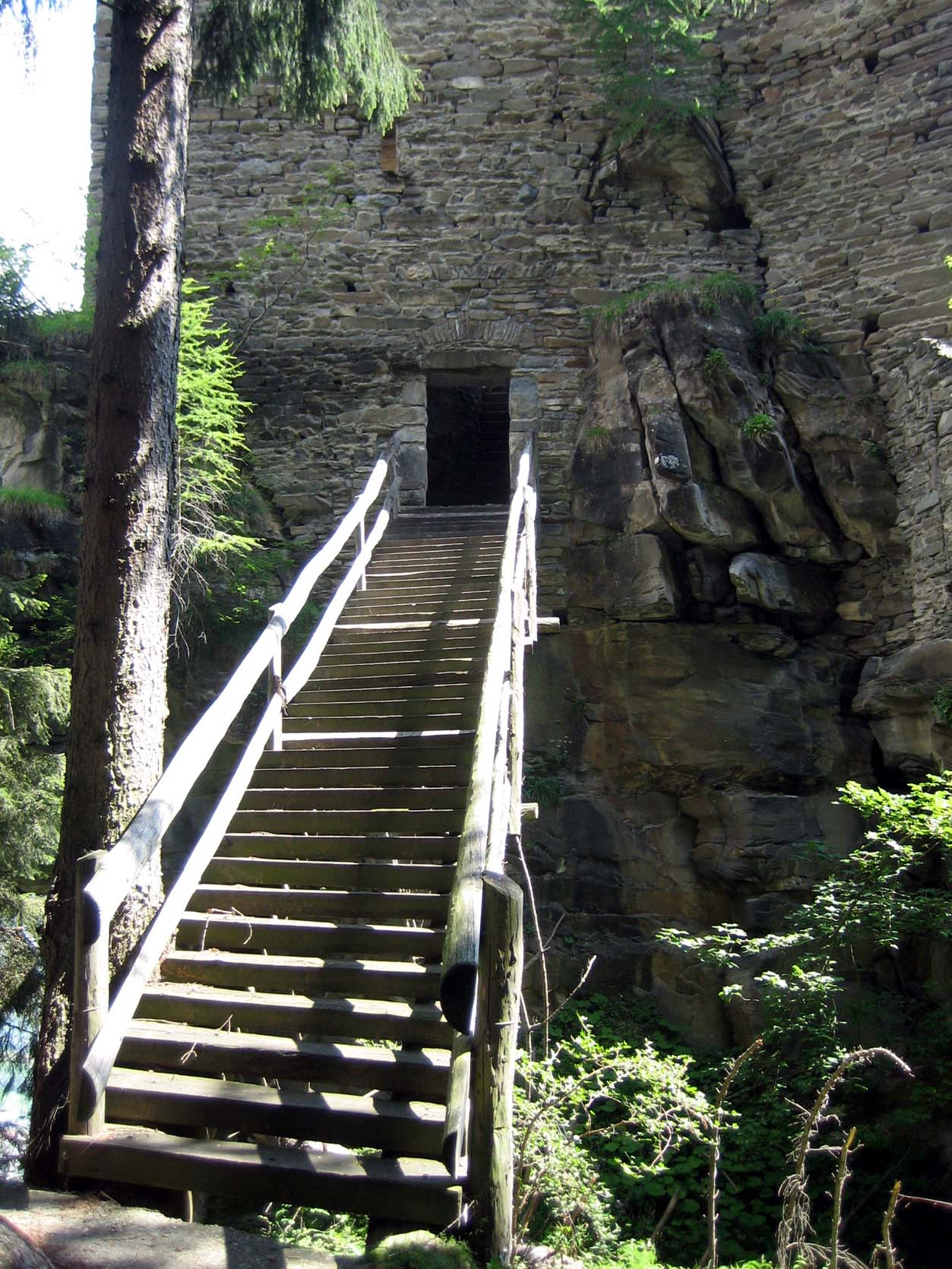
Brücke zum Eingang
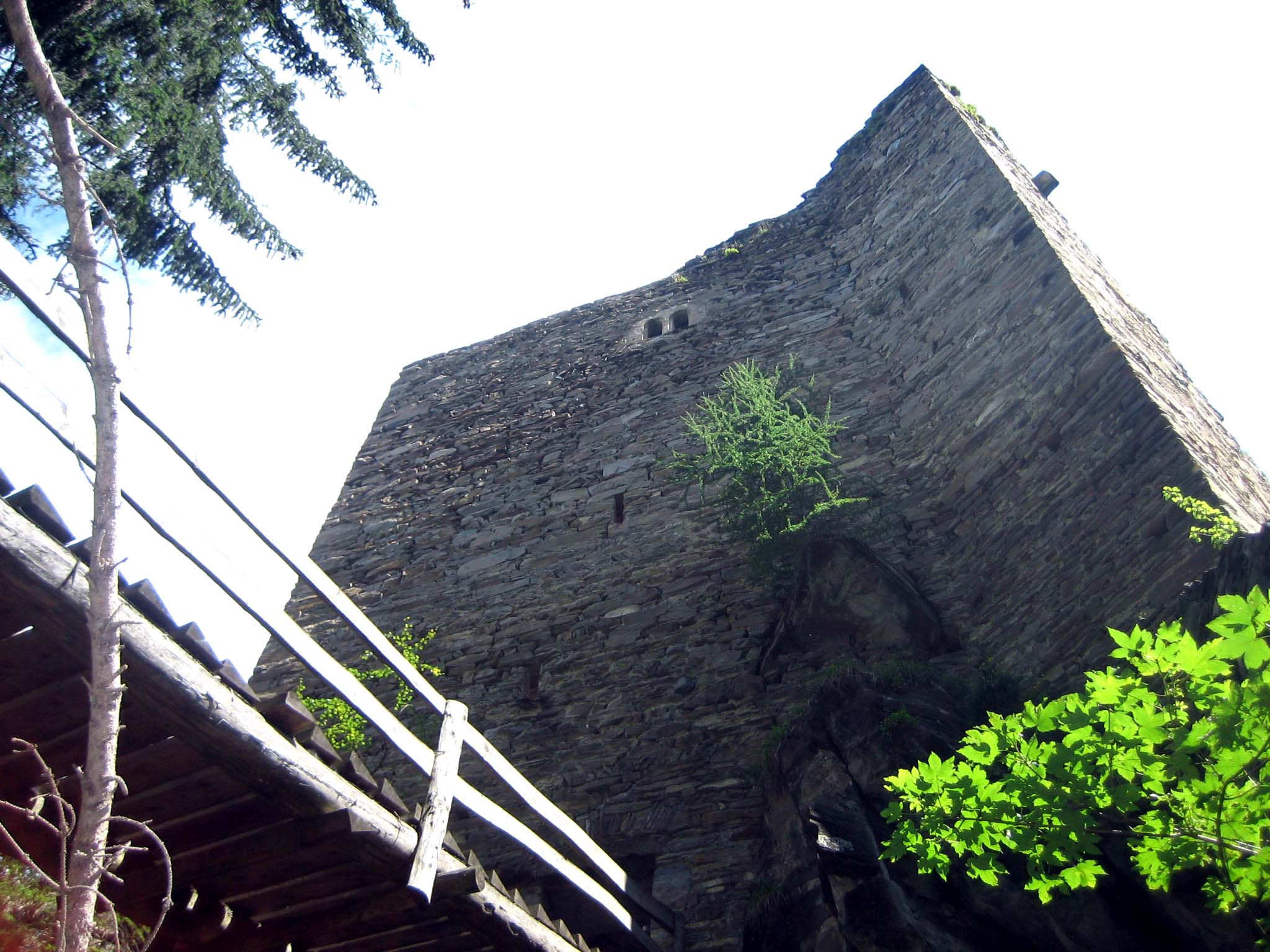
Schildmauer
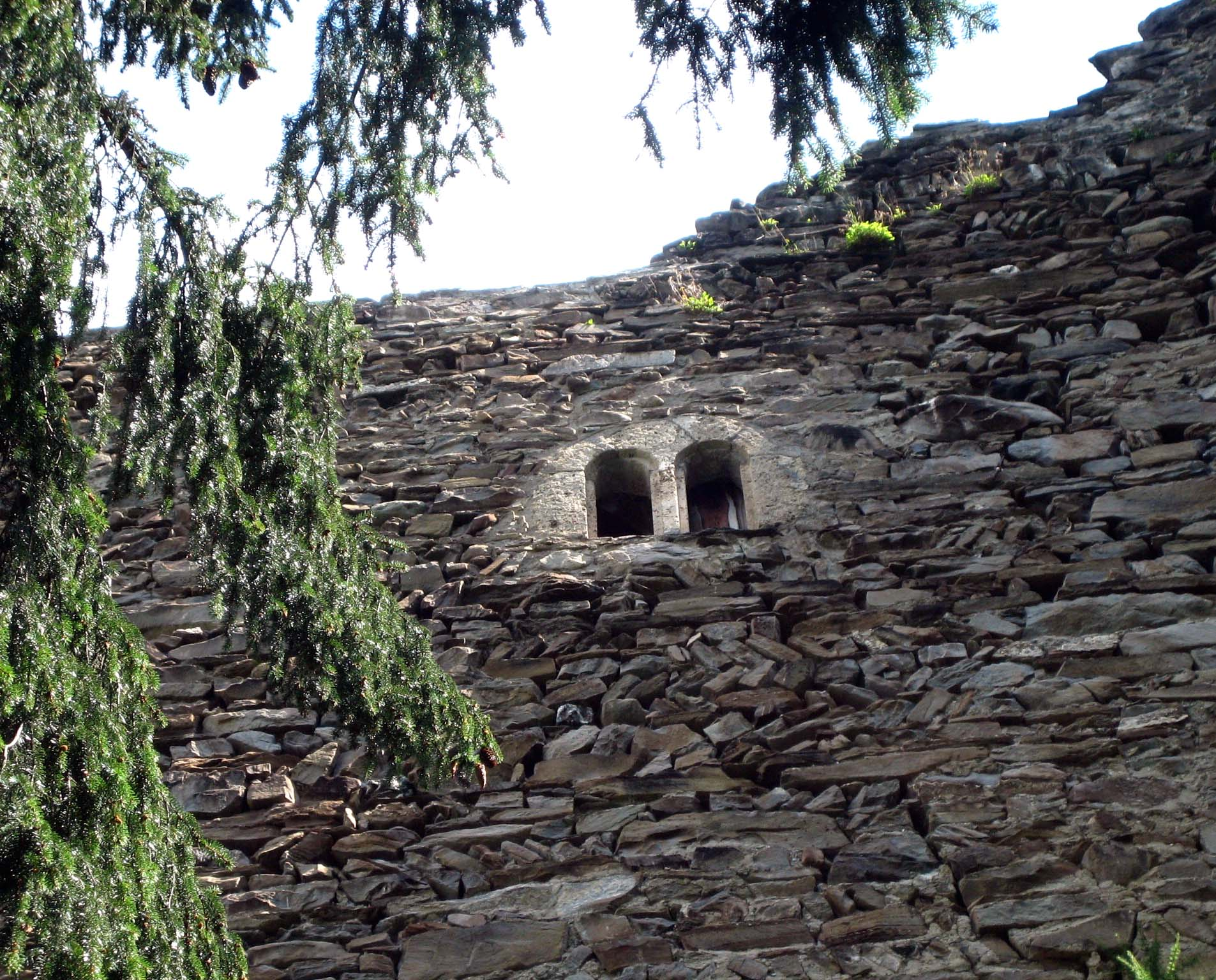
Doppelfenster

Der Zugang erfolgte durch ein später vermauertes Tor an der Südwestecke. Unterhalb des Tors liegen die Balkenlöcher für den hölzernen Aufgang. Vom Tor aus führte ein enger Zwinger über ein schmales Felsband zu einem Tor an der Südostseite. Wie am Innern der Schildmauer zu erkennen ist, war der Palas auf der nördlichen Innenseite nicht höher als zwei Geschosse; obwohl ein weiteres, hölzernes Obergeschoss nicht ganz auszuschliessen ist.

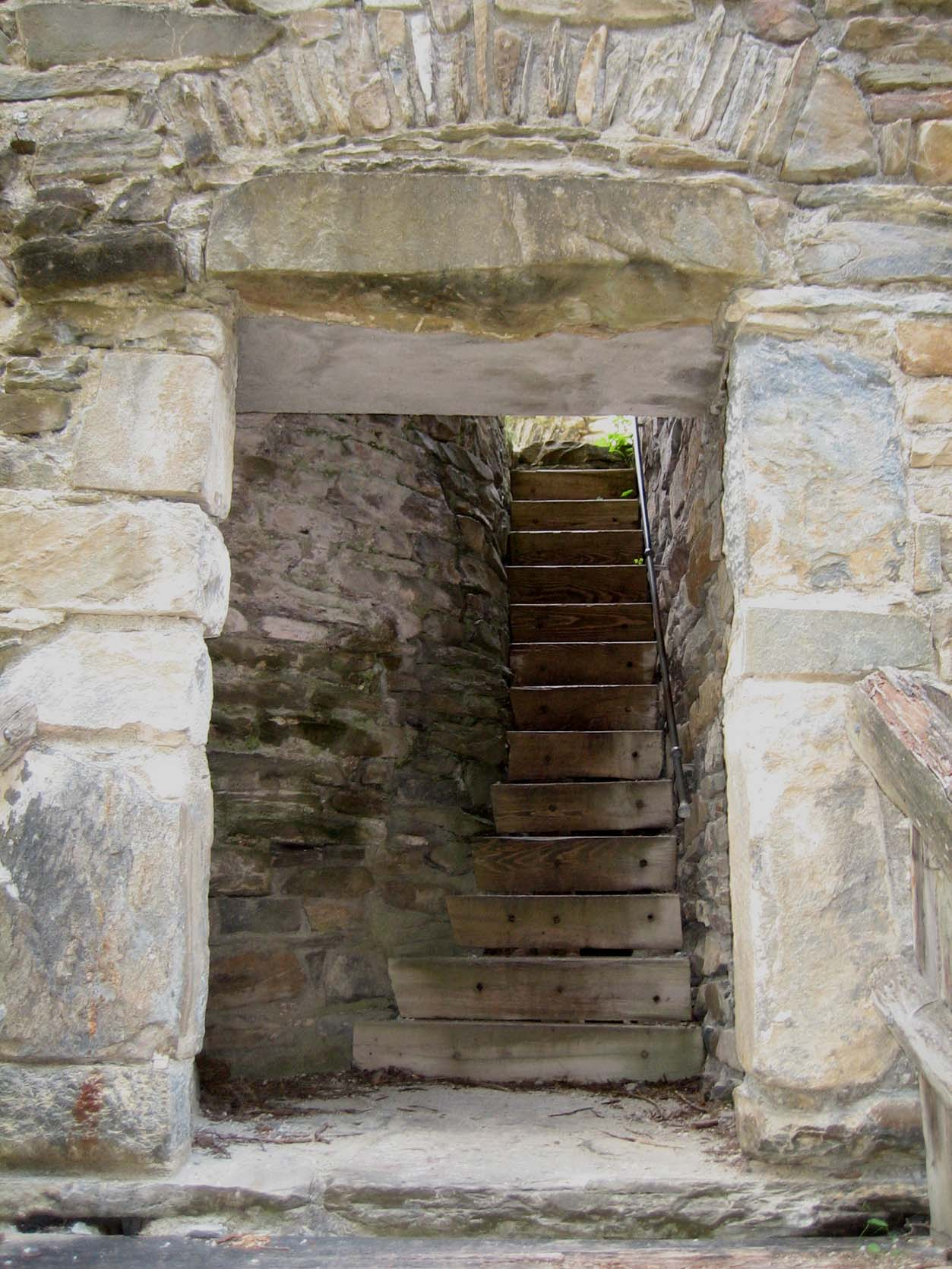
Eingang in das ehemalige Zisternengewölbe
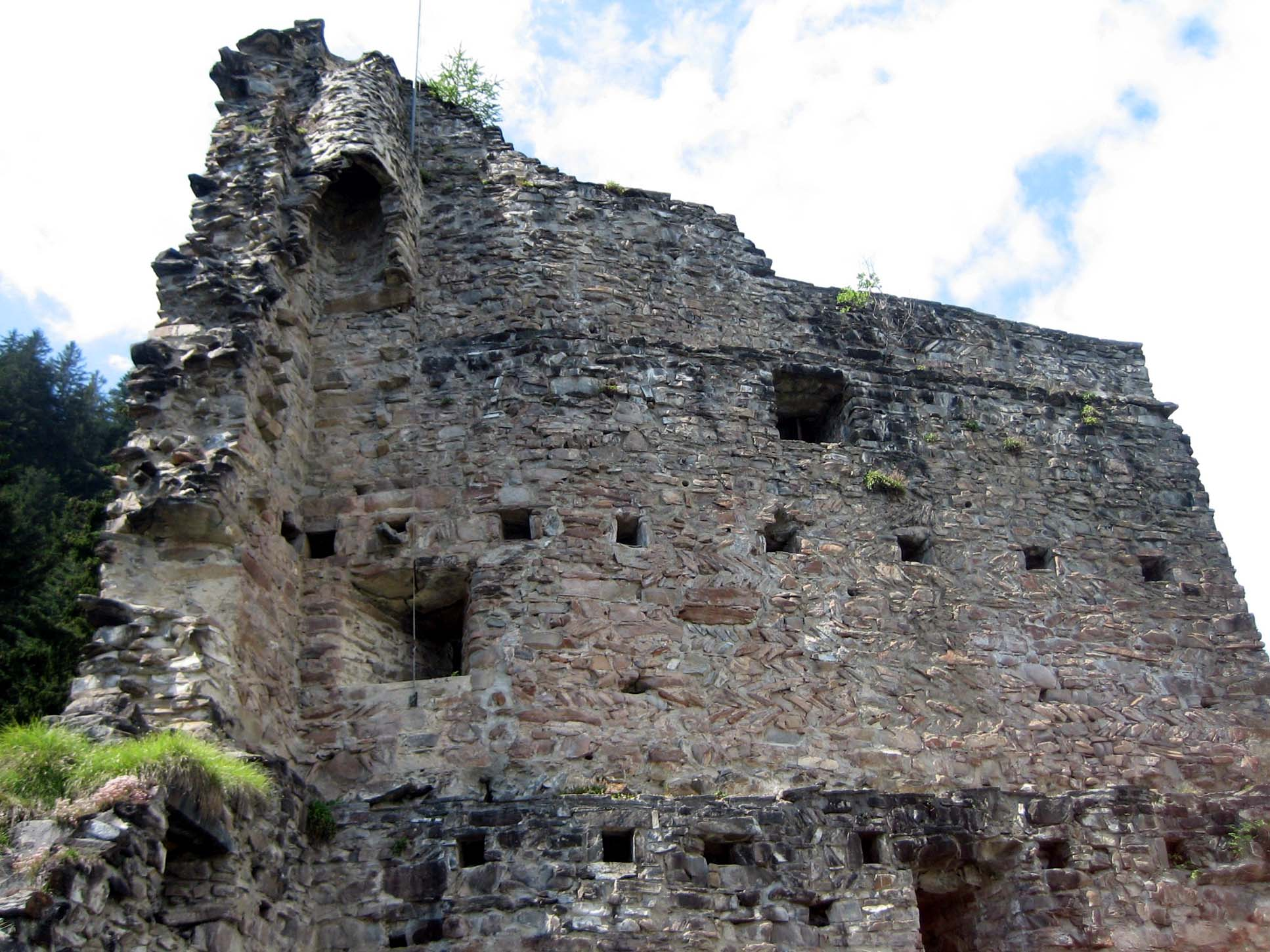
Schildmauer von innen
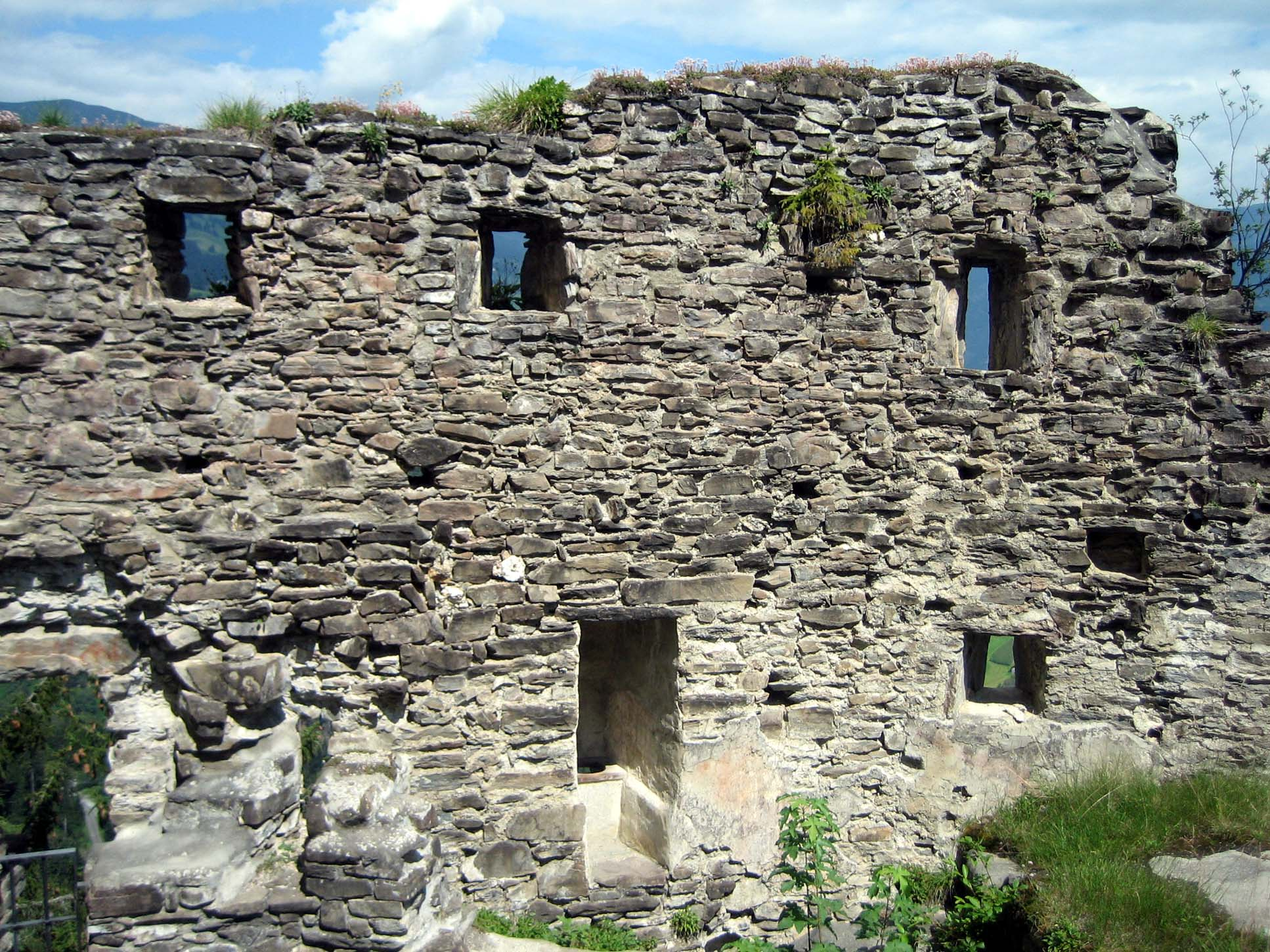
Nordmauer
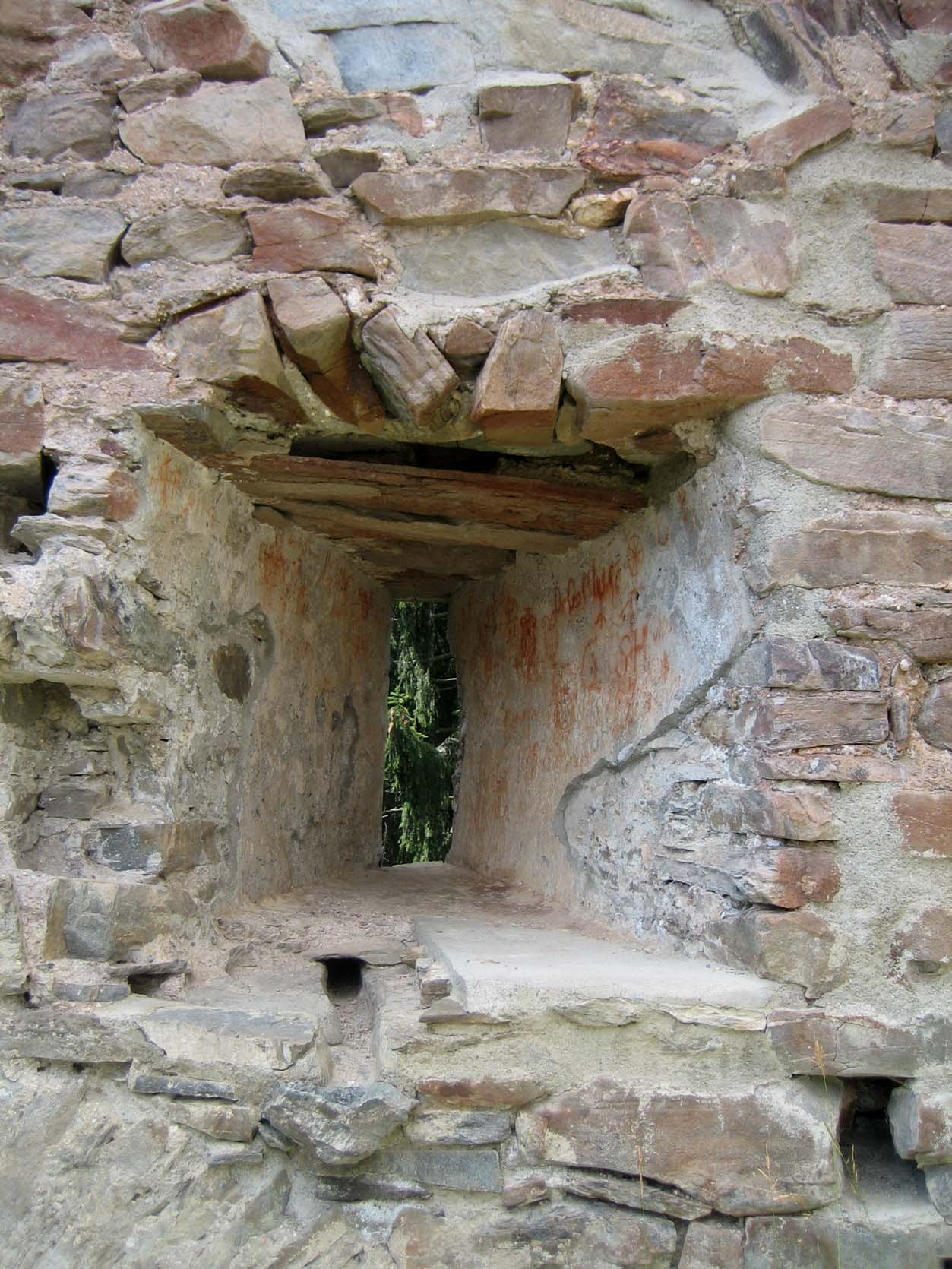
Schartenfenster

In einer zweiten Ausbauphase wurde die Überbauung auf den ganzen Felsen ausgedehnt und der bisher unbebaute Teil im Osten durch eine Mauer eingeschlossen. Der bisherige Aborterker wurde zu einem Erker umfunktioniert und östlich davon in der neuen Mauer ein neuer Aborterker gebaut, der, nebenbei gesagt, auch in der Gegenwart noch benutzt wird, wie ein Blick über die Mauer zeigt. Die Küche lag im Südosten. Im Brandschutt wurden Reste von Getreide und Nussschalen gefunden sowie Teile einiger Küchengeräte wie Wiegemesser und Kupferkessel.

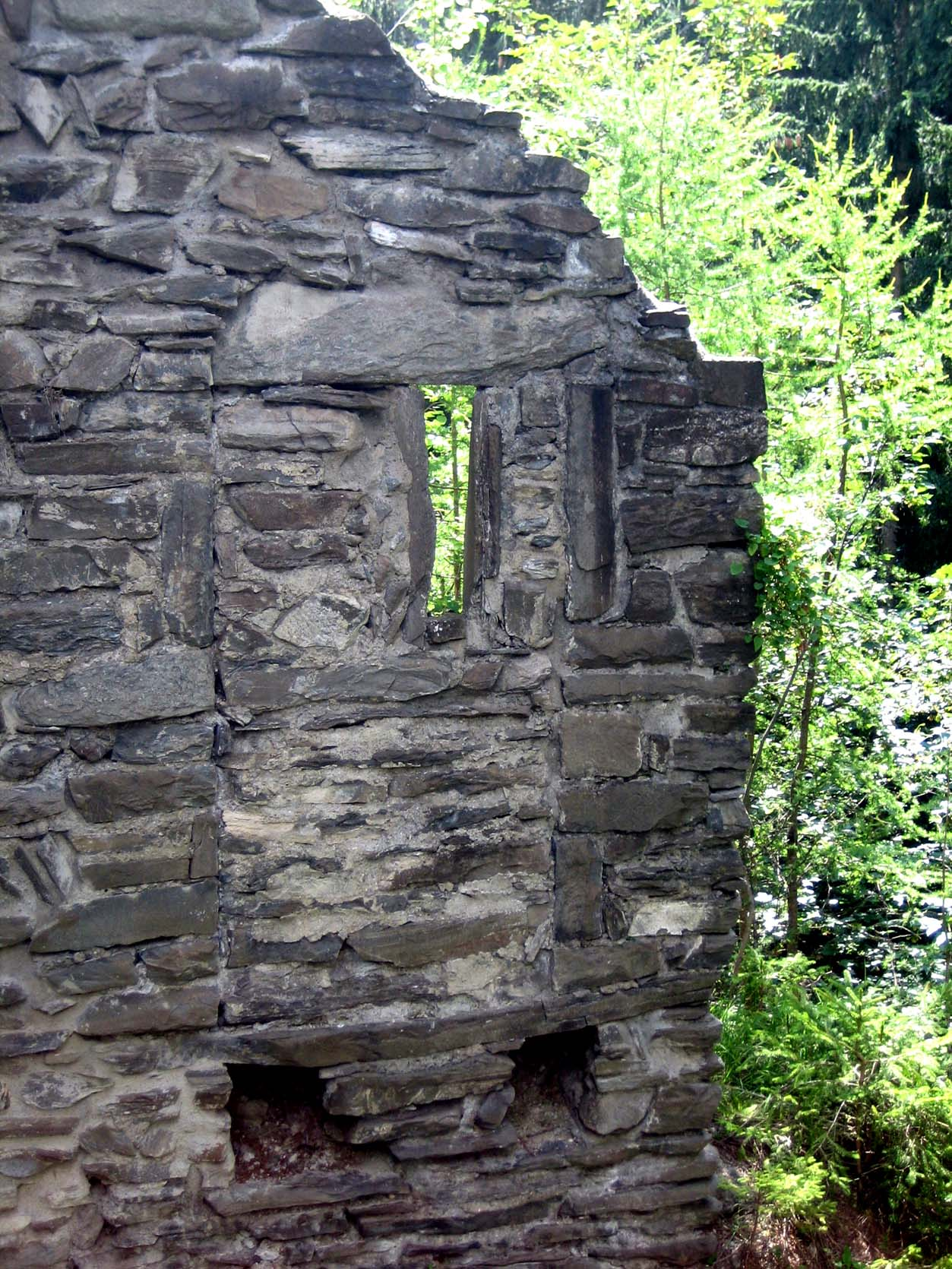
Vermauertes ehemaliges Tor
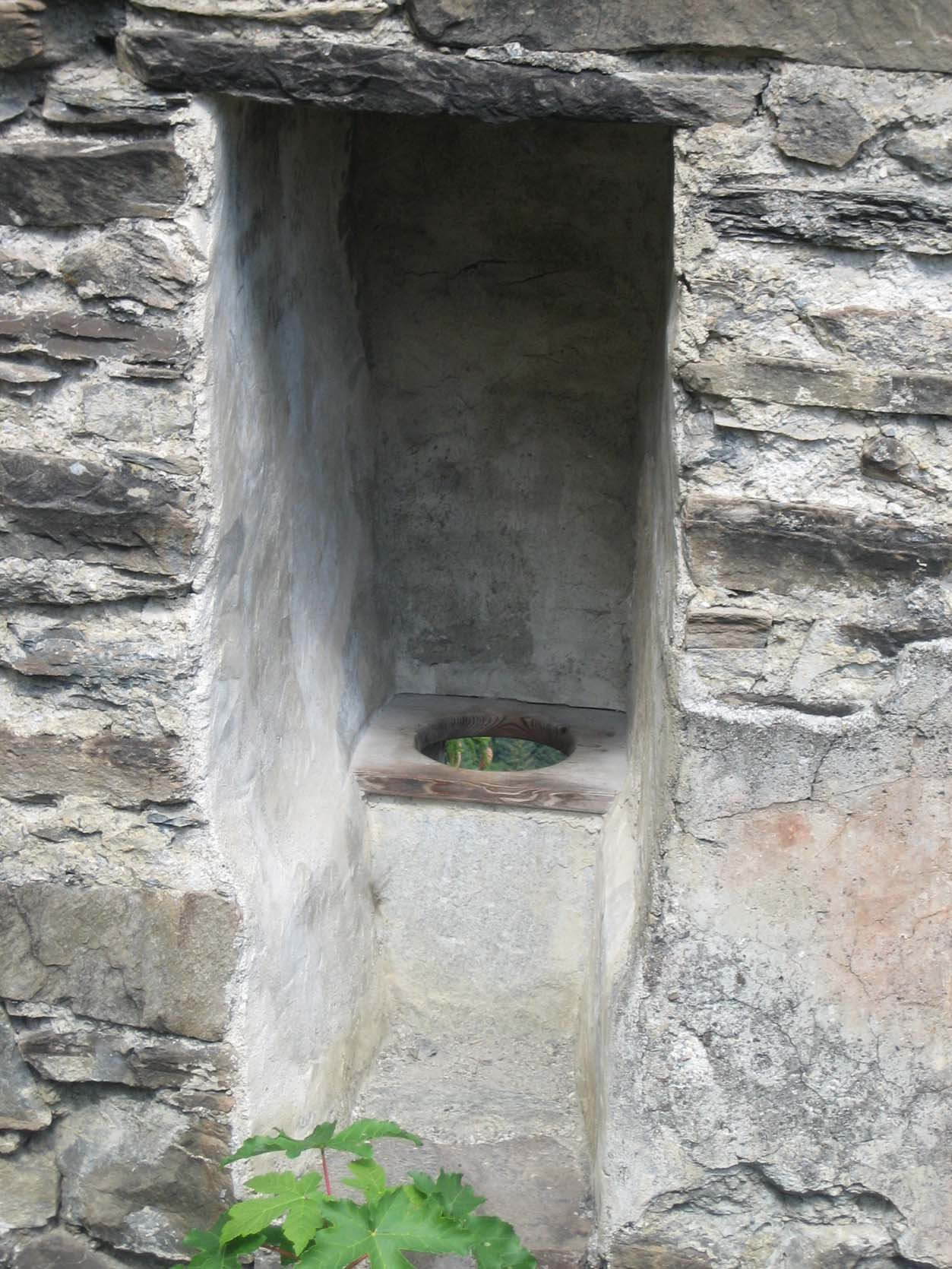
Aborterker
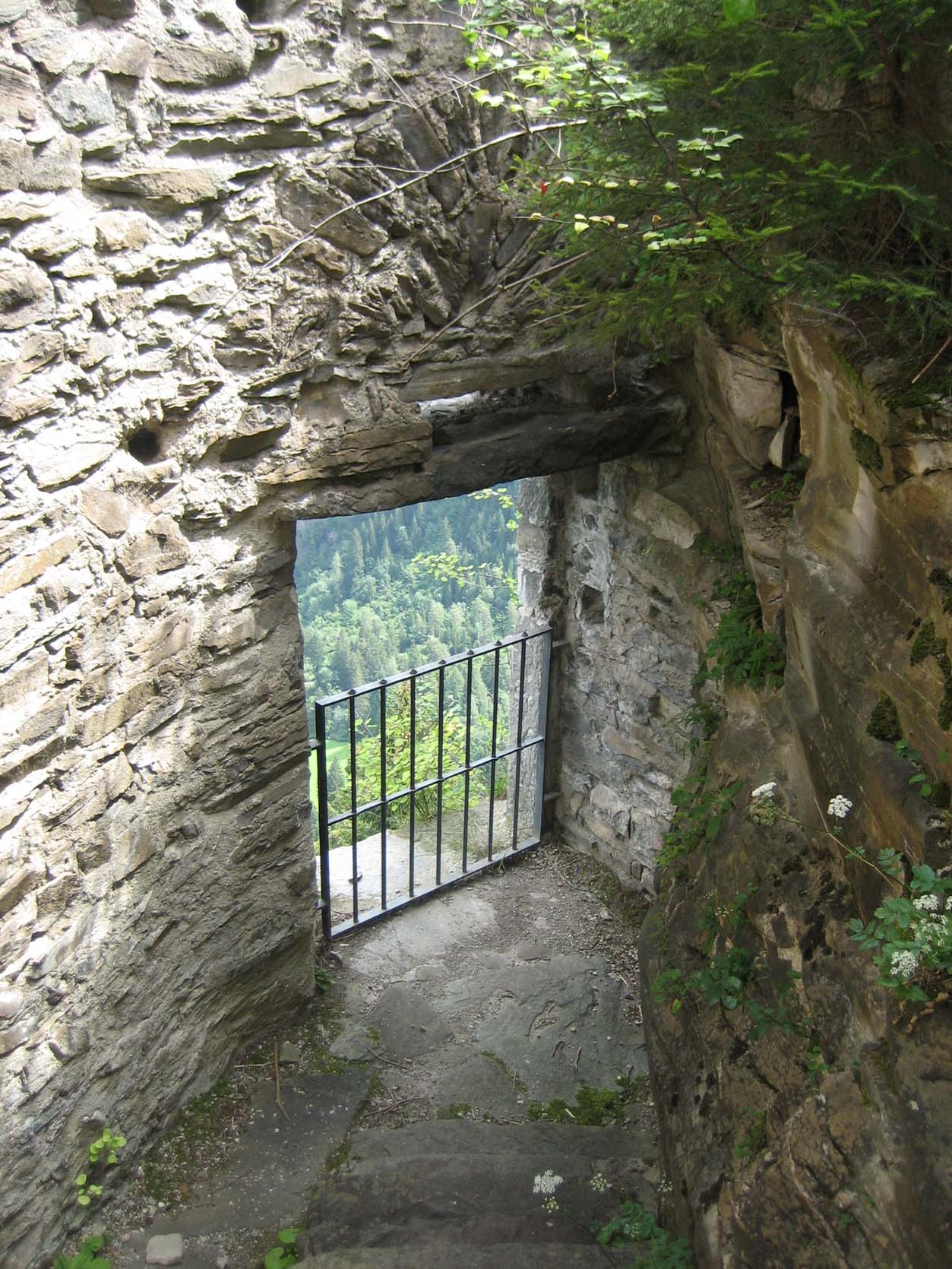
Hocheingang an der Nordseite
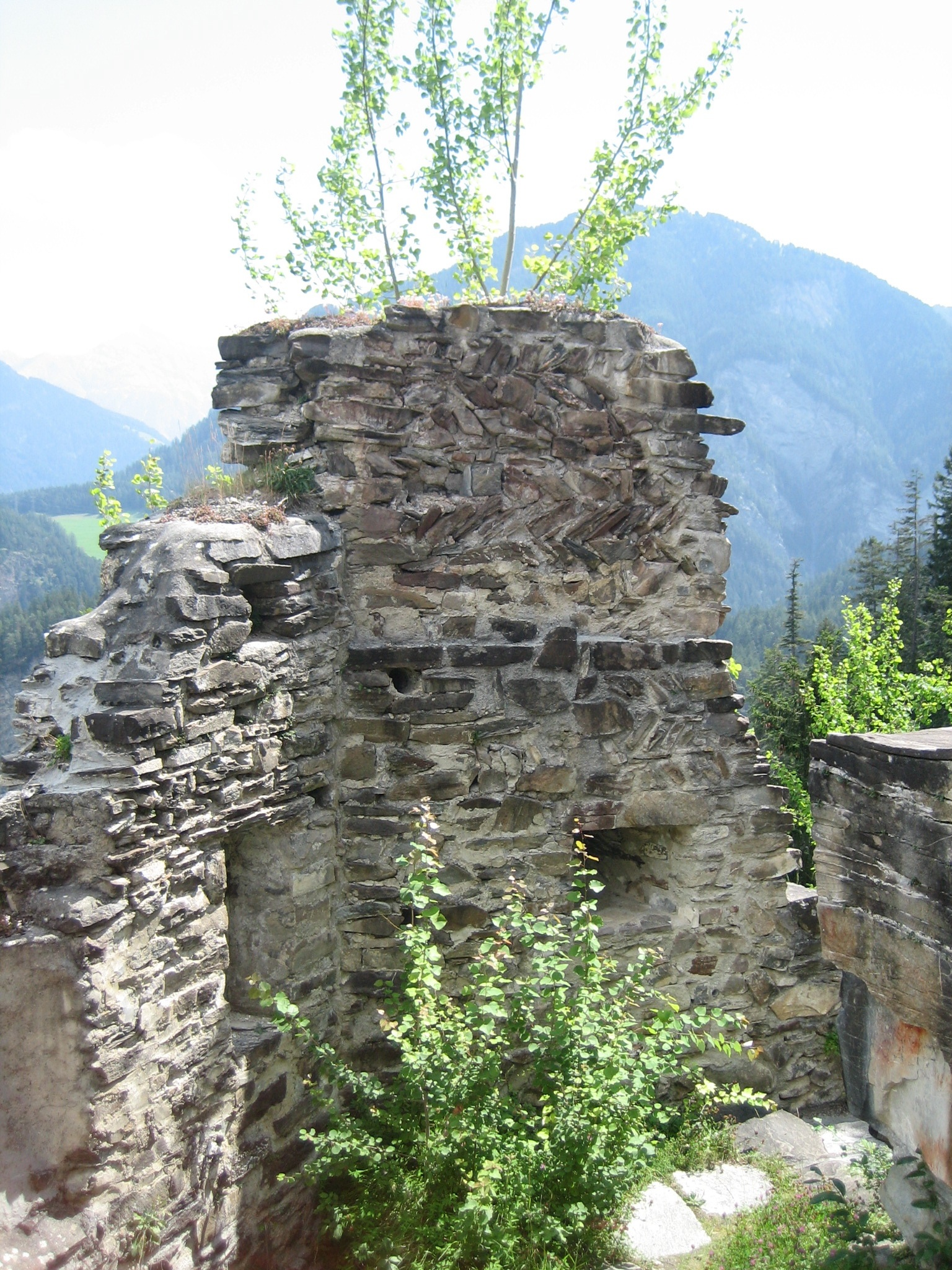
Südostecke

Der neue Zugang führte vom südlichen Aussenzwinger über eine hölzerne Brücke weiter zum tiefer liegenden neuen Tor im Osten über dem senkrecht abfallenden Abgrund. Durch eine Treppe gelangte man hoch zum Palas.
Nach einem Mauerrutsch der Schildmauer bei der Zisterne wurde die Toranlage von der Ostseite in die entstandene Bresche verlegt. Das Tor war wohl wie heute über eine hölzerne Brücke erreichbar und führte durch den ehemaligen Zisternenraum ins Innere. Das ursprüngliche Tor zum Zwinger wurde vermauert und in die Mauer eine Schiessscharte eingelassen.
Aus der wohl künstlich angelegten Terrassierung im südwestlichen Vorgelände standen wohl Ökonomiebauten, von denen sich keine Reste erhalten haben.
Obertagstein wurde im späten 14. Jahrhundert nachweislich durch einen Brand zerstört. Rötelinschriften im Verputz der Fensterleibungen stammen aus dem 16. Jahrhundert.

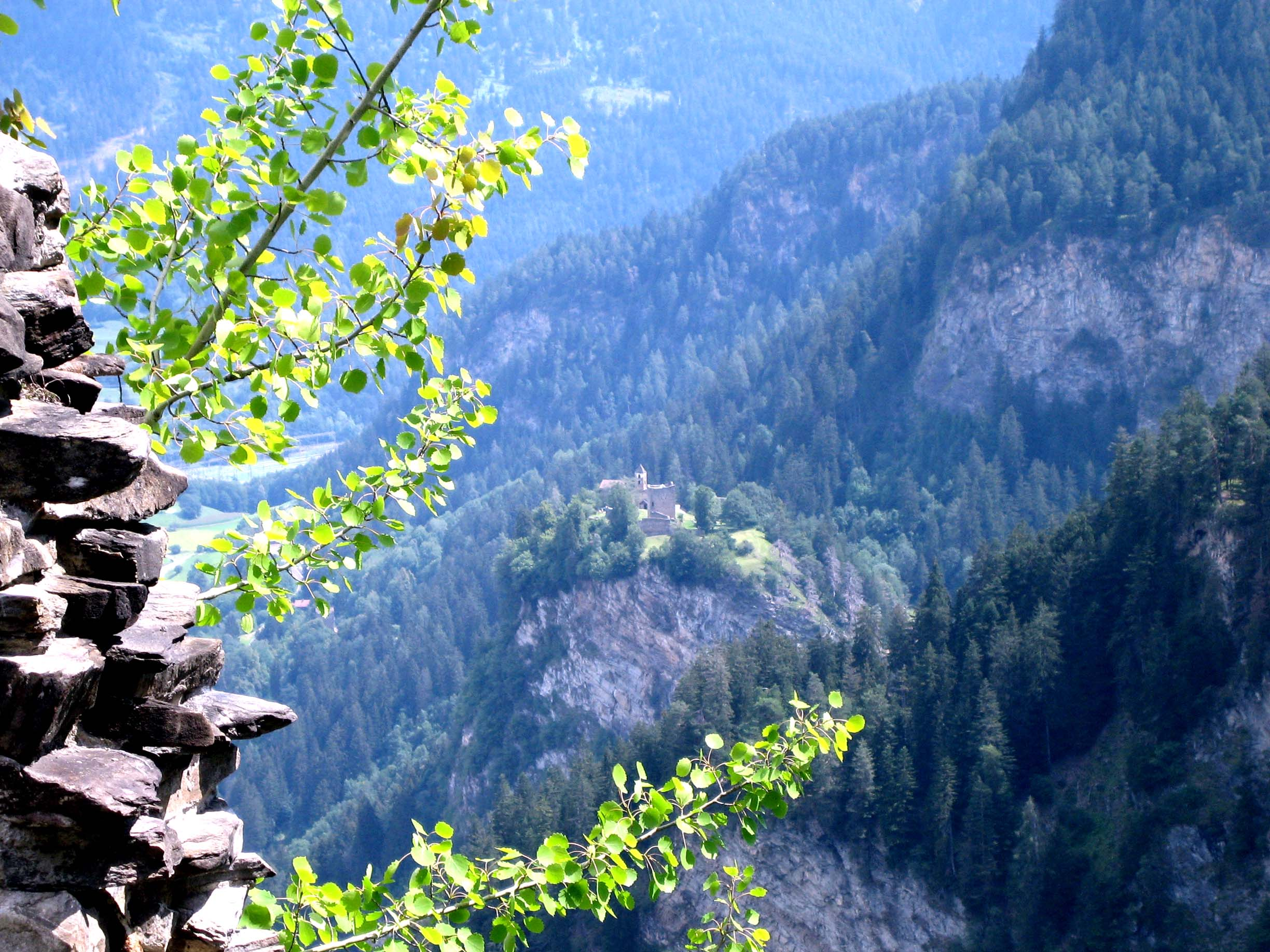
Blick zur Burg Hohenrätien
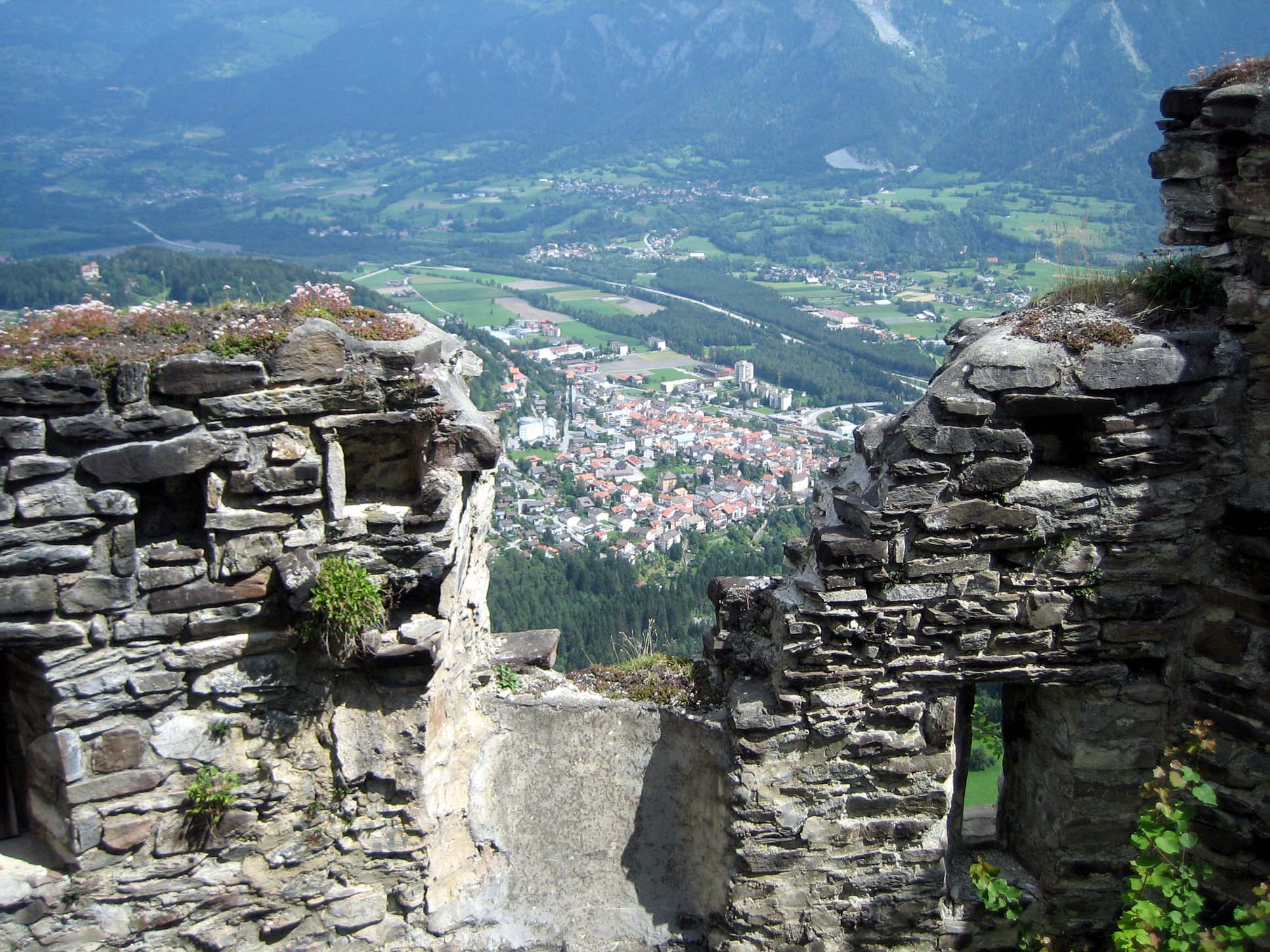
Blick nach Thusis
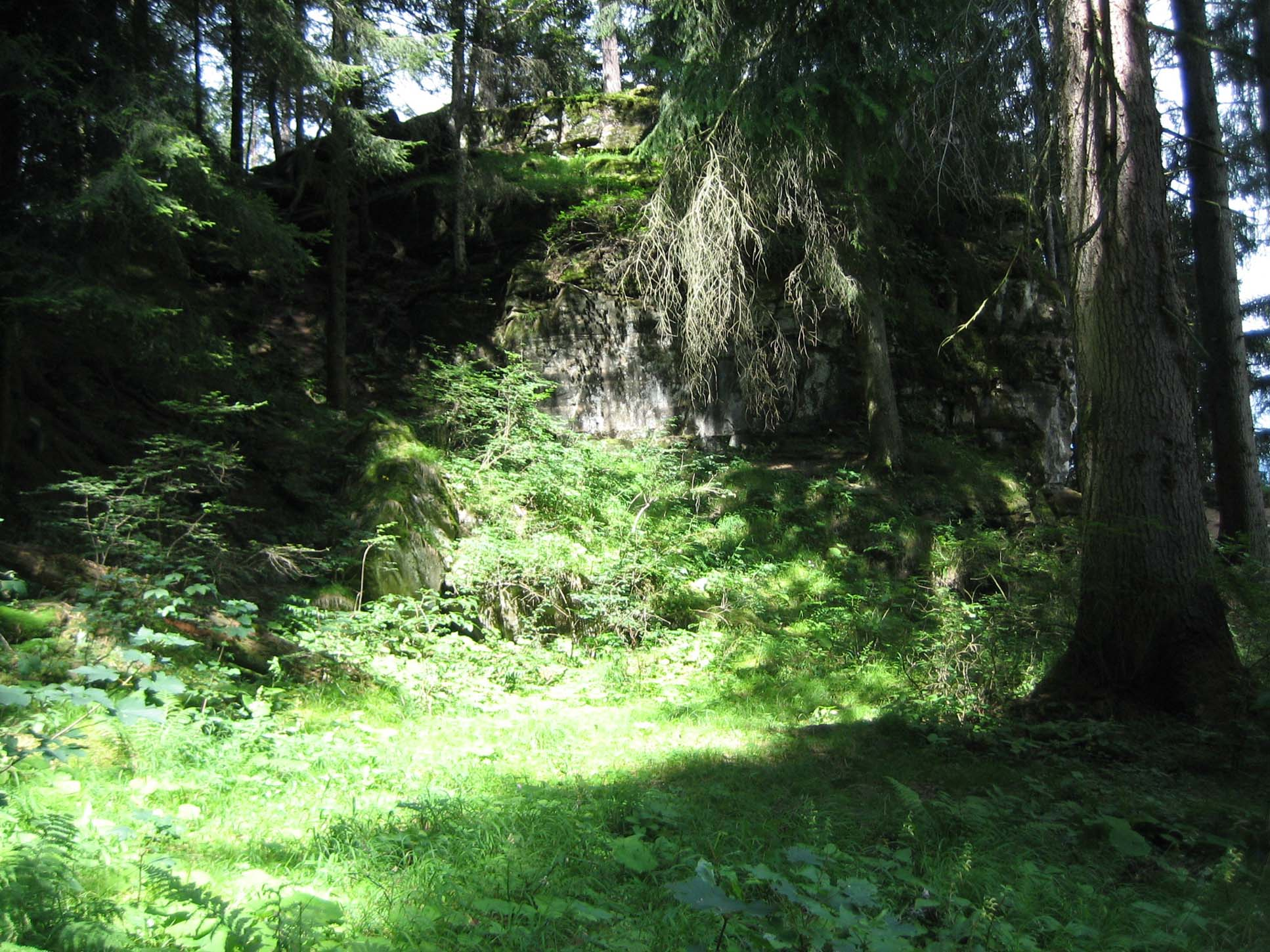
Vorgelände
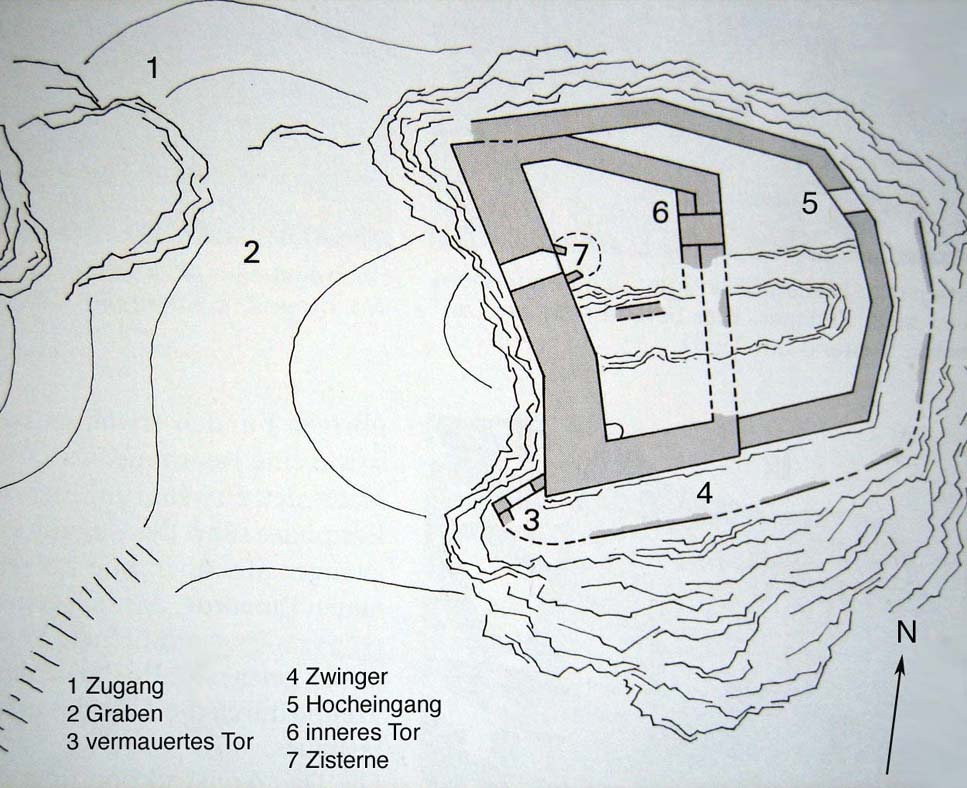
Grundriss

## Geschichte
Schriftlichen Unterlagen über Entstehung und Geschichte der Burg fehlen; wer die Burg bewohnte, ist nicht bekannt. Ein Adelsgeschlecht, das sich nach Tagstein nannte, gab es nicht, da sich die Adelsnamen zur Zeit der Entstehung bereits gefestigt hatten. Durch den Namen Tagstein besteht ein Zusammenhang mit der Burg Untertagstein in Masein. 1385 und 1387 wird Obertagstein durch die Nennung von Untertagstein indirekt erwähnt.
Um 1980 wurde die Ruine unter der Leitung von Felix Nöthinger durch den Burgenverein Graubünden freigelegt, baulich gesichert und durch Lukas Högl archäologisch untersucht. Bei dieser Gelegenheit kamen auch die erwähnten Funde zum Vorschein.